# Abasolo, Nuevo León
Abasolo là một đô thị thuộc bang Nuevo León, México. Năm 2005, dân số của đô thị này là 2746 người.